# Mark Rissi
Mark M. Rissi (* 1946 in Sargans) ist ein Schweizer Filmregisseur und Tierschützer.

## Leben
Rissi  verbrachte seine Jugendzeit in Basel und Richmond (Virginia). Er studierte Kunstgeschichte und politische Wissenschaften an der Virginia Commonwealth University. 1968 wurde Rissi in den Militärdienst eingezogen und verliess die USA als Kriegsdienstverweigerer.
Seinen ersten Spielfilm realisierte Rissi 1975. Der Film De Grotzepuur mit Schaggi Streuli, Walo Lüönd, Walter Morath und Jörg Schneider thematisiert den Überlebenskampf der Kleinbauern im Umfeld zunehmender Industrialisierung der Landwirtschaft. Der Film konfrontierte und sensibilisierte die Schweizer Bevölkerung erstmals mit den Hintergründen der Eierproduktion. Als Folge verbot die Schweiz als erstes Land die Käfighaltung von Legehühnern.
Der Spielfilm Brot und Steine (1978) mit Liselotte Pulver, Sigfrit Steiner, Walo Lüönd und Beatrice Kessler schildert die Probleme der Pachtbauern; mit über 160'000 Kinoeintritten gehört er zu den erfolgreichsten Schweizer Filmen. In der Verfilmung Die schwarze Spinne (1983) nach einer Novelle von Jeremias Gotthelf verknüpft Rissi die mittelalterliche Sage des Schweizer Schriftstellers mit einer Rahmenhandlung in der Gegenwart. Es folgten weitere Spielfilme: die Komödie Lisi und der General (1985), das Flüchtlingsdrama Ghame Afghan – die Trauer der Afghanen (1986) und der Politthriller Der Gatte – Das Dossier (1990).
1983 löste Rissi mit seinen Dokumentarfilmen über Pelztierfarmen eine Antipelzkampagne aus. Als Fernsehjournalist produzierte er mehrere Dokumentarfilme mit tierschutzrelevanten Inhalten, darunter Bärenkämpfe in Pakistan, Dirty Dancing – Tanzbären in Istanbul, Schildkrötenschlachtung auf Bali und Tiere in der Forschung. Zusammen mit dem Publizisten Erich Gysling zeichnete Rissi von 1996 bis 1999 für die Fernsehreihe Tierreport des Schweizer Fernsehens verantwortlich.
Rissi ist Vorstandsmitglied der World Society for the Protection of Animals und Vorsitzender der Stiftung für Bären, die den Alternativen Bärenpark Worbis in Thüringen und den Alternativen Wolf- und Bärenpark Schwarzwald betreibt.

## Filmografie
- 1975: De Grotzepuur
- 1979: Brot und Steine
- 1983: Die schwarze Spinne
- 1985: Lisi und der General
- 1986: Ghame Afghan – die Trauer der Afghanen
- 1990: Der Gatte – Das Dossier
- 1992: Tiere in der Forschung
- 1994: Die Hundefrauen von Kiew (online)
- 2003: The Fate of Furbearing Animals on Norwegian Fur Farms[2]
- 2005: Fun Fur? Pelzproduktion in China
- 2006: Bärenkämpfe in Pakistan
- 2008: Dirty Dancing – Tanzbären in Istanbul
- 2008: Gänsedaunen, Lebendrupf
- 2009: Die Pelzindustrie Chinas
- 1997: Schildkrötenschlachtung auf Bali
- 2015: Earthlings
- 2014: Die belgischen Reissverschlusskühe Blue Belge
- 2016: Das brachycephale Atemwegssyndrom
- 2017: Rassekatzen und Extremzuchten
- 2018: Extremzuchten bei Hunderassen
- 2019–22: Sendereihe 'Pronto Veterinario' (teleticino)
- 2019: Piemonteser, eine Rinderrasse mit Gendefekt
- 2020: Assistenzhunde für Diabetiker, Blinde, Autisten und Epileptiker
- 2021: Rehoming Laboratory Rats (online)
- 2021: Die 7-Generationen Kuhfamilie
- 2022: Farbhunde: schön aber gefährlich

## Auszeichnungen
- Zürcher Fernsehpreis 1995: Besondere Anerkennung der Jury für Tierreport
- Internat. Filmfestival Atlanta, Georgia, USA (Bronce Award)
- International Filmfestival Amsterdam (Silbermedaille)
- Mediora, Bruxelles, Belgien (Special Merit Citation)
- US Industrial Film Festival (Creative Excellence Award)
- Internat. Filmfestival Pardubice, CSSR (Granat Award)
- Chicago Internat. Filmfestival, USA (Certificate of Merit)
- 17th Internat. Filmfestival New York, NY, USA (Silver Award)
- Wirtschaftsfilmtage Kitzbühel, Österreich (Silbermedaille)
- Verbraucher Filmfestival Berlin, BRD (Silbermedaille)
- Popular-Scientific Cinematography Award, Academia film Olomouc, 2009[3]